# Luís Carlos Neto Costa
Luís Carlos Neto da Costa (sinh ngày 4 tháng 9 năm 1998) là một cầu thủ bóng đá người Bồ Đào Nha thi đấu cho S.C. Freamunde ở vị trí hậu vệ.